# Eria clavata
Eria clavata är en orkidéart som beskrevs av Richard Eric Holttum. Eria clavata ingår i släktet Eria och familjen orkidéer. Inga underarter finns listade i Catalogue of Life.